# Berliner Burschenschaft der Märker
Die Berliner Burschenschaft der Märker ist eine am 3. Februar 1842 als Landsmannschaft Normannia Berlin gestiftete, farbentragende und pflichtschlagende Studentenverbindung in Berlin.
Die Burschenschaft ist an den Berliner Hoch- und Fachhochschulen ansässig und war (mit der Gedania/Franconia) ein Gründungsmitglied des Korporationsverbands Deutsche Burschenschaft (DB), welcher sie auch heute noch angehört. Nach dem Zweiten Weltkrieg waren die Märker Gründungsmitglied des Blauen Verbandes in der DB.
Sie wurde am 18. Oktober 1950 - in ihrer heutigen Form - als Umwandlung der Berliner Burschenschaft Normannia unter gleichzeitiger Fusion mit den Berliner Burschenschaften Franconia und Teutonia gegründet.
Die Märker verkörpern so eine der ganz wenigen erfolgreichen Fusionen von drei unterschiedlichen Verbindungen in gleichberechtigter Weise in Deutschland. Darunter ist mit Normannia die zweite Verbindung, die in Deutschland nach den Studentenverfolgungen aufgrund der Karlsbader Beschlüsse – nach der Ulmia in Tübingen 1840 – neu gegründet wurde.

## Couleur
Die Farben sind schwarz-karmesinrot-gold. Es wird eine schwarze Tuchmütze als Hinterhauptcouleur getragen. Neu aufgenommene Mitglieder erhalten sogleich das Band mit allen drei Farben; die Verleihung von Fuxenfarben kennt die Berliner Burschenschaft der Märker nicht.

## Geschichte

### Landsmannschaft / Berliner Burschenschaft Normannia
|  |
|  |
|  |
|  |
|  |

Am 3. Februar 1842 stiftete sich eine Cerevisia oder Weltkneipe, die sich im Februar 1845 als Landsmannschaft Normannia Berlin mit den Farben blau-silber-schwarz konstituierte. Am 23. Juli 1855 kam es zu einer Abspaltung des Corps Normannia, in deren Folge zwei Verbindungen selben Namens, selben Gründungsdatums und ähnlicher Farben nebeneinander in Berlin existierten. Als einzige bekannte Korporation der großen waffenstudentischen Verbände hatte Normannia noch um 1900 die Bestimmungsmensur nicht eingeführt und hielt eisern am Prinzip der Contrahage fest. Dadurch erreichte sie hochschulübergreifende Aufmerksamkeit. 1905 kam es erneut zu einer Abspaltung eines Teiles der Mitglieder von der Landsmannschaft Normannia zum Corps Normannia. Pfingsten 1924 wurde Normannia Burschenschaft und Mitglied in der DB und bezeichnete sich fortan als Berliner Burschenschaft Normannia. Ihre Kneipe befand sich in der Berliner Chausseestraße 64. Im Februar 1936 löste sich Normannia aufgrund der nationalsozialistischen Gleichschaltung auf.

### Berliner Burschenschaft Gedania / Franconia
|  |
|  |
|  |
|  |
|  |

|  |
|  |
|  |
|  |
|  |

Die Franconia als Mitglied der Deutschen Burschenschaft (1915)

Im Wintersemester 1877 fand sich eine Gruppe Danziger Studenten in Berlin zusammen und gründete am 14. Mai 1878 den Verein Gedania, der am 25. Januar 1881 zur Berliner Burschenschaft Gedania umgewandelt wurde und im Juli desselben Jahres zu den Gründungsmitgliedern des Allgemeinen Deputierten Conventes – der Vorläuferorganisation der DB – gehörte. Im Juli 1884 wurde Gedania vom Universitätsgericht suspendiert und gründete sich sofort darauf als Berliner Burschenschaft Franconia wieder. Franconia war im August 1919 Mitbegründer des Blauen Kreises in der DB, trat jedoch 1925 aus und gründete im August 1927 den Blauen Verband. Das Verbindungshaus befand sich in der Ringstraße 22 in Friedenau. Im Frühjahr 1937 löste sich Franconia aufgrund der nationalsozialistischen Gleichschaltung auf.

### Freie / Berliner Burschenschaft Teutonia
|  |
|  |
|  |
|  |
|  |

Am 17. Juni 1887 gründete sich ein Akademischer Reformverein Teutonia mit den Farben violett-grün-karmesin an der Universität Berlin. Im Oktober 1888 wandelte sich dieser in die Freie Burschenschaft Teutonia mit den Farben grün-weiß-violett um. 1910 wurde Teutonia in den Rüdesheimer Deputierten Convent aufgenommen, der am 4. Januar 1919 in der DB aufging, und nannte sich nun Berliner Burschenschaft Teutonia. Am 20. Juni 1936 löste sich Teutonia wegen der nationalsozialistischen Gleichschaltung auf, betrieb jedoch zusammen mit der Berliner Burschenschaft Primislavia ab 1938 eine Studenten-Kameradschaft, die sich 1940 in die Kameradschaft Werner von Siemens umbenannte.

### Berliner Burschenschaft der Märker
|  |
|  |
|  |
|  |
|  |

Nach der Gründung 1950 war die Berliner Burschenschaft der Märker 1952 an der Wiedererrichtung des Blauen Verbandes beteiligt. Seit 1954 pflichtschlagend, gaben die Märker 1972 die Pflichtmensur auf. Im Jahre 1976 wurden die Märker wegen der von ihr und anderen Burschenschaften geforderten Abgrenzung der DB gegen rechtsextreme Organisationen (Unvereinbarkeit der Zugehörigkeit) aus der DB ausgeschlossen – dieser Ausschluss wurde im Nachhinein als unrechtmäßig rückgängig gemacht. 1997 wurde die Pflichtmensur wiedereingeführt. Seit 1995 unterhält die Aktivitas ein Freundschaftsverhältnis mit der Greifswalder Burschenschaft Rugia.

## Bekannte Mitglieder

### Landsmannschaft / Berliner Burschenschaft Normannia (1842–1936)
- Ottobald Bischoff (1821–1887), evangelischer Theologe, Lehrer, Schuldirektor, Schriftsteller
- Willy Boehm (1877–1938), Marine-Generaloberarzt, Amtsarzt, Politiker (DVP), Mitglied des Preußischen Landtags
- Karl Bonstedt (1844–1888), Jurist, Bürgermeister von Iserlohn
- Kurt Borm (1909–2001), Arzt, SS-Hauptsturmführer, NS-Täter (Aktion T4)
- Leo Girndt (1834–1913), Jurist, Bürgermeister in Wusterhausen, Havelberg, Sorau & Königshütte
- Otto Girndt (1835–1911), Philologe, Redakteur, Schriftsteller und Librettist
- Levin Goldschmidt (1829–1897), Jurist, Professor für Handelsrecht, Politiker (NLP), Abgeordneter im Reichstag
- Jaroslaw Herse (1837–1909), Jurist, Richter, Bürgermeister von Posen
- Heinrich Jacobi (1866–1946), Architekt/Archäologe, Königlicher Baurat, Direktor des Saalburgmuseums in Homburg vor der Höhe
- Friedrich August Körnicke (1828–1908), Botaniker, Professor, Direktor des botanischen Gartens in Bonn und Agrikulturbotaniker
- Julius Lippmann (1864–1934), Jurist, Politiker (Freisinnige Vereinigung, FVP, DDP), Mitglied im Preußischen Abgeordnetenhaus, Mitglied der Weimarer Nationalversammlung, Oberpräsident der Provinz Pommern (ausgetreten)
- Helmut Melchert (1910–1991), Musikwissenschaftler, Opernsänger (Tenor), Hochschullehrer an der Hochschule für Musik und Theater Hamburg
- Walther Merck (1892–1964), Pädagoge, Lehrer, Professor für Pädagogik, erster Direktor des UNESCO-Instituts für Pädagogik (UIP)
- Ernst Retzlaff (1902–1934), Jurist, Politiker (NSDAP), Bürgermeister von Neustrelitz und Neubrandenburg
- Joseph Schröter (1837–1894), Militärarzt, Professor für Bakteriologie und Mykologie

### Berliner Burschenschaft Gedania (1877–1984)
- Fritz Hoffmeyer, auch Hoffmeyer-Zlotnik (1860–1922), Landwirt, Politiker (Deutschkonservative Partei), Abgeordneter im Preußischen Abgeordnetenhaus (ausgetreten)

### Berliner Burschenschaft Franconia (1884–1937)
- Herbert Arndt (1906–1988), Jurist, Mitglied der NSDAP, Richter am Bundesgerichtshof (später auch BB der Märker)
- Erich Bechtolf (1891–1969), Jurist, Vorstandsmitglied und Aufsichtsratsvorsitzender der Deutschen Bank
- Friedrich Cassebohm (1872–1951), Jurist, Beamter, Politiker (parteilos), Ministerpräsident des Freistaates Oldenburg (später auch BB der Märker)
- Alfred Kottek (1906–1943), Jurist, Anwalt, Politiker (SdP, NSDAP), Reichstagsabgeordneter
- Heinz Laßen (1910–1977), Parteifunktionär, Politiker (NSDAP, NDPD) (später auch BB der Märker)
- Philipp Möhring (1900–1975), Jurist, Rechtsanwalt, Honorarprofessor, Rechtsanwalt am Bundesgerichtshof
- Wilhelm Reetz (1887–1946), Kunstmaler, Journalist und (Chef-)Redakteur bei verschiedenen NS-Publikationen
- Gerhard Schacht (1916–1972), Oberst, Mitarbeiter der Organisation Gehlen, Militärattaché (später auch BB der Märker)
- Dietrich Wilde (1909–1984), Jurist, Rechtsanwalt, Richter, Stadtdirektor in Peine (später auch BB der Märker)

### Freie / Berliner Burschenschaft Teutonia (1887–1936)
- Ludwig Borchardt (1863–1938), Ägyptologe, Entdecker der Büste der Nofretete (ausgetreten)
- Walter Chlebowsky (1890–1965), Jurist, Verwaltungsbeamter, Bürgermeister von Belgard an der Persante (ausgetreten)
- Hans Wilhelm Hagen (1907–1969), Philologe, Lektor, Journalist, Redakteur, Kulturfunktionär der NSDAP (später auch BB der Märker)
- Helmuth Hörstmann (1909–1993), Arzt, Politiker (NSDAP, CDU) Oberbürgermeister der Stadt Celle (später auch BB der Märker)
- Bruno Lettow (1910–1986), Jurist, SS-Sturmbannführer, Referatsleiter im Reichssicherheitshauptamt
- Paul Friedrich Meyer-Waarden (1902–1975), Leitender Direktor der Bundesforschungsanstalt für Fischerei (später auch BB der Märker)
- Paul Ruden (1903–1970), Ingenieur, Aerodynamik-Experte und Hochschullehrer (später auch BB der Märker)
- Carlwalter Schreck (1917–1981), Ingenieur und Hochschullehrer (Kameradschaft Werner von Siemens)
- Theodor Thannhäuser (1868–1950), Offizier, Bürgermeister von Salzgitter
- Erich Walger (1867–1945), Jurist, Rechtsanwalt, Syndikus, Notar, Bürgermeister von Friedenau bei Berlin

### Berliner Burschenschaft der Märker (seit 1950)
- Manuel Ochsenreiter (1976–2021), Diplom-Marketingkommunikationswirt, Journalist und (Chef-)Redakteur rechtsextremistischer Periodika
- Klaus-Ferdinand von Richthofen (1941–2012), Staatssekretär im Niedersächsischen Sozialministerium
- Martin Schmidt (* 1988), Diplom-Kaufmann, Politiker (AfD), Landtagsabgeordneter in Mecklenburg-Vorpommern
- Adolf Sperling (1882–1966), Jurist, Erster Bürgermeister von Deutsch Krone und Oberbürgermeister von Quedlinburg (Ehrenmitglied)